# Фінал кубка СРСР з футболу 1951
12-й фінал кубка СРСР з футболу відбувся на стадіоні «Динамо» в Москві.

## Історія
14 жовтня перемогу здобули «армійці» Москви. За декілька хвилин до завершення поєдинку Олександр Сотсков зрівняв рахунок. Головний арбітр Микола Латишев анулював взяття воріт. Керівництво калінінської команди подало протест і 17 жовтня відбулося перегравання.
В основний час було зафіксовано нічию. В додаткові 30 хвилин команда Калініна грала вдесятьох, травму отримав Юрій Гурвич. Вирішальний гол на 115 хвилині забив капітан ЦБРА Олексій Гринін.

## Претенденти
- ЦСКА (Москва) — п'ятиразовий чемпіон (1946, 1947, 1948, 1950, 1951), дворазовий володар кубка (1945, 1948).

- Команда м. Калініна — представник класу «Б».

## Анульований матч
| 14 жовтня 1951 |

| ЦБРА (Москва)              | 2 – 1 | к-да Калініна |
| -------------------------- | ----- | ------------- |
| Соловйов 37' Коверзнєв 41' | Звіт  | Яковлєв 43'   |

| «Динамо» (Москва) Глядачів: 70 000 Арбітр: Микола Латишев (Москва) |

|                |                     |  |
|                |                     |  |
| ВР             | Володимир Никаноров |  |
| ЗХ             | Віктор Чистохвалов  |  |
| ЗХ             | Анатолій Башашкін   |  |
| ЗХ             | Юрій Нирков         |  |
| ПЗ             | Михайло Родін       |  |
| ПЗ             | Олександр Петров    |  |
| НП             | Олексій Гринін      |  |
| НП             | Валентин Ніколаєв   |  |
| НП             | Борис Коверзнєв     |  |
| НП             | В'ячеслав Соловйов  |  |
| НП             | Володимир Дьомін    |  |
| Тренер:        |                     |  |
| Борис Аркадьєв |                     |  |

|              |                    |     |
|              |                    |     |
| ВР           | Володимир Фарикін  |     |
| ЗХ           | Борис Кузнецов     |     |
| ЗХ           | Олександр Сотсков  |     |
| ЗХ           | Валентин Морозов   |     |
| ПЗ           | Володимир Кулешов  |     |
| ПЗ           | Віктор Фомін       |     |
| НП           | Анатолій Ільїн     | 63' |
| НП           | Микола Яковлєв     |     |
| НП           | Володимир Добриков |     |
| НП           | Анатолій Акимов    |     |
| НП           | Олександр Щербаков |     |
| Заміна:      |                    |     |
| ЗХ           | Андрій Юрченко     | 63' |
| Тренер:      |                    |     |
| Петро Зенкін |                    |     |

## Перегравання
| 17 жовтня 1951 |

| ЦБРА (Москва)            | 2 – 1 | к-да Калініна        |
| ------------------------ | ----- | -------------------- |
| Соловйов 72' Гринін 115' | Звіт  | Чистохвалов 25' (аг) |

| «Динамо» (Москва) Глядачів: 80 000 Арбітр: Петро Бєлов (Ленінград) |

|                |                     |     |
|                |                     |     |
| ВР             | Володимир Никаноров |     |
| ЗХ             | Віктор Чистохвалов  |     |
| ЗХ             | Анатолій Башашкін   |     |
| ЗХ             | Юрій Нирков         |     |
| ПЗ             | Михайло Родін       |     |
| ПЗ             | Олександр Петров    |     |
| НП             | Олексій Гринін      |     |
| НП             | Валентин Ніколаєв   |     |
| НП             | Борис Коверзнєв     | 62' |
| НП             | В'ячеслав Соловйов  |     |
| НП             | Володимир Дьомін    |     |
| Заміна:        |                     |     |
| ПЗ             | Олексій Водягін     | 62' |
| Тренер:        |                     |     |
| Борис Аркадьєв |                     |     |

|              |                    |     |
|              |                    |     |
| ВР           | Володимир Фарикін  |     |
| ЗХ           | Борис Кузнецов     |     |
| ЗХ           | Андрій Юрченко     |     |
| ЗХ           | Валентин Морозов   | 28' |
| ПЗ           | Володимир Кулешов  |     |
| ПЗ           | Віктор Фомін       |     |
| НП           | Анатолій Манкевич  |     |
| НП           | Юрій Фетіскін      |     |
| НП           | Володимир Добриков |     |
| НП           | Анатолій Акимов    |     |
| НП           | Олександр Щербаков |     |
| Заміна:      |                    |     |
| ПЗ           | Юрій Гурвич        | 28' |
| Тренер:      |                    |     |
| Петро Зенкін |                    |     |